# مثلث مرجانی

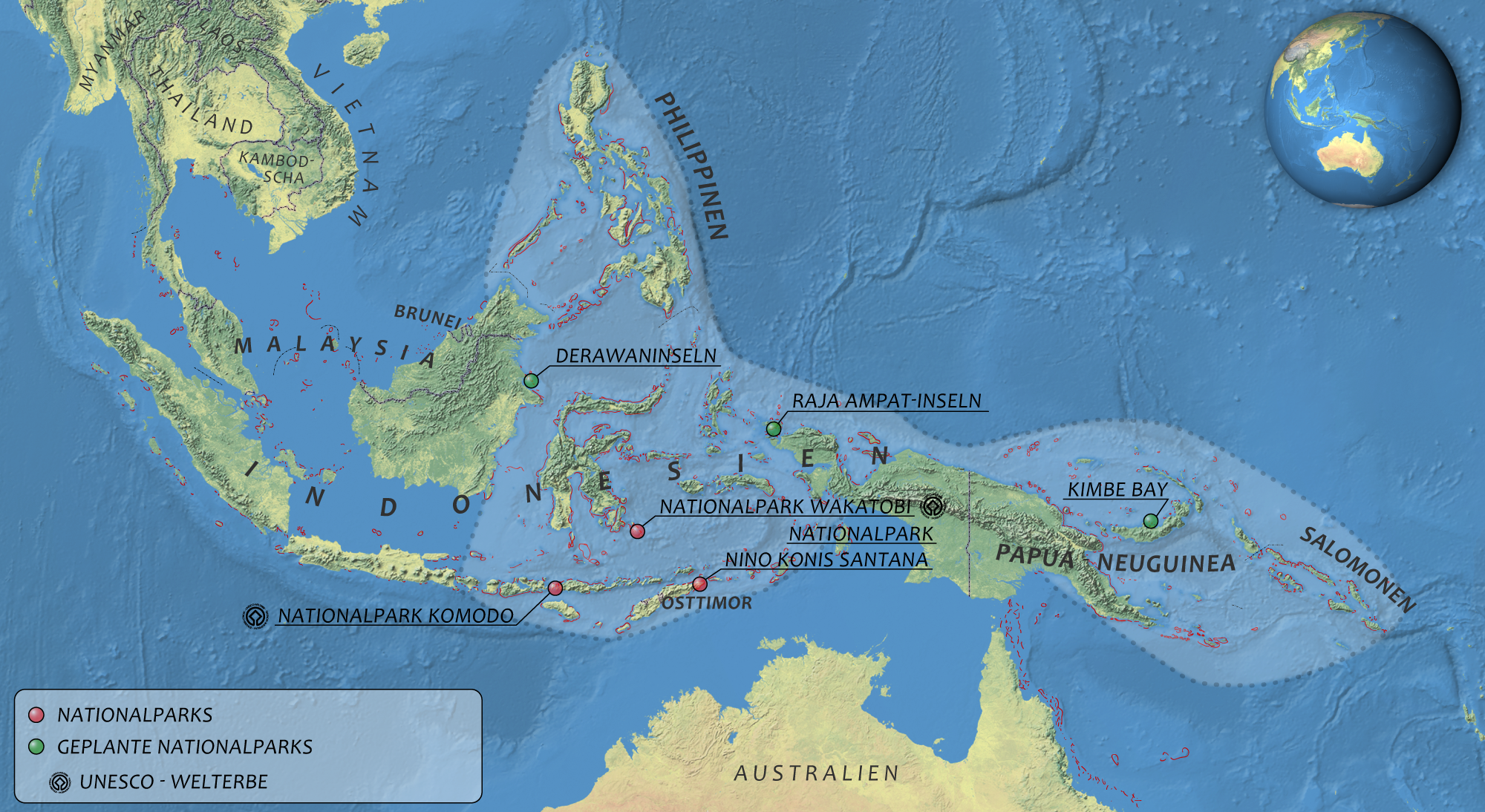
پارک‌های ملی در مثلث مرجانی

مثلث مرجانی یک محدودهٔ تقریباً مثلثی از آب‌های دریایی گرمسیری اندونزی، مالزی، پاپوآ گینه نو، فیلیپین، جزایر سلیمان و تیمور شرقی است که حداقل ۵۰۰ گونه از مرجان‌های سازنده آب‌سنگ را در هر ناحیه بوم‌شناختی جای داده‌است. این منطقه شامل قسمت‌هایی از دو منطقه جغرافیایی زیستی است: منطقه اندونزی-فیلیپین و منطقه جنوب‌غربی اقیانوس آرام. مثلث مرجانی به عنوان مرکز جهانی تنوع زیستی دریایی و یک اولویت جهانی برای حفاظت شناخته می‌شود. این منطقه «آمازون دریاها» نیز نامیده شده و ۵٫۷ میلیون کیلومترمربع از اقیانوس را در بر می‌گیرد. منابع بیولوژیکی این منطقه زندگی بیش از ۱۲۰ میلیون نفر را تأمین می‌کند.
صندوق جهانی طبیعت این منطقه را دارای اولویتی بالا برای حفاظت دریایی در نظر گرفته‌است و این سازمان از طریق «برنامه مثلث مرجانی» خود که در سال ۲۰۰۷ آغاز شد با مخاطرات پیش روی این منطقه مبارزه می‌کند. مرکز تنوع زیستی در این مثلث گذرگاه ورده آیلند در فیلیپین است و تنها منطقه آب‌سنگ مرجانی که در این منطقه به عنوان میراث جهانی یونسکو فهرست شده نیز آب‌سنگ مرجانی توباتا در فیلیپین است.

## تنوع زیستی
با وجود اینکه این منطقه تنها ۱٫۶٪ از مساحت اقیانوس‌های کره زمین را دربردارد، شامل ۷۶٪ همه گونه‌های مرجان شناخته‌شده در جهان است. به عنوان زیستگاه ۵۲٪ از ماهیان آب‌سنگ مرجانی هند-آرام و ۳۷٪ ماهیان آب‌سنگ مرجانی جهان، بیشترین تنوع ماهیان آب‌سنگ مرجانی در جهان را داراست. بیش از ۳۰۰۰ گونه از انواع ماهی در مثلث مرجانی زندگی می‌کنند، از جمله بزرگترین ماهی (کوسه‌نهنگ)، و تهی‌خار. مثلث مرجانی نه تنها مرکز تنوع زیستی مرجان‌ها و ماهی‌ها، بلکه بسیاری دیگر از ارگانیسم‌های دریایی دیگر نیز است. مثلث مرجانی همچنین زیستگاه شش گونه از هفت گونه لاک‌پشت دریایی جهان است.
مثلث مرجانی همچنین بیشترین میزان جنگل‌های حرا را در جهان داراست. مساحت زیاد و گستره وسیع زیستگاه‌ها و شرایط محیطی نقش مهمی در حفظ تنوع زیستی شگفت‌آور مثلث مرجانی ایفا کرده‌است.

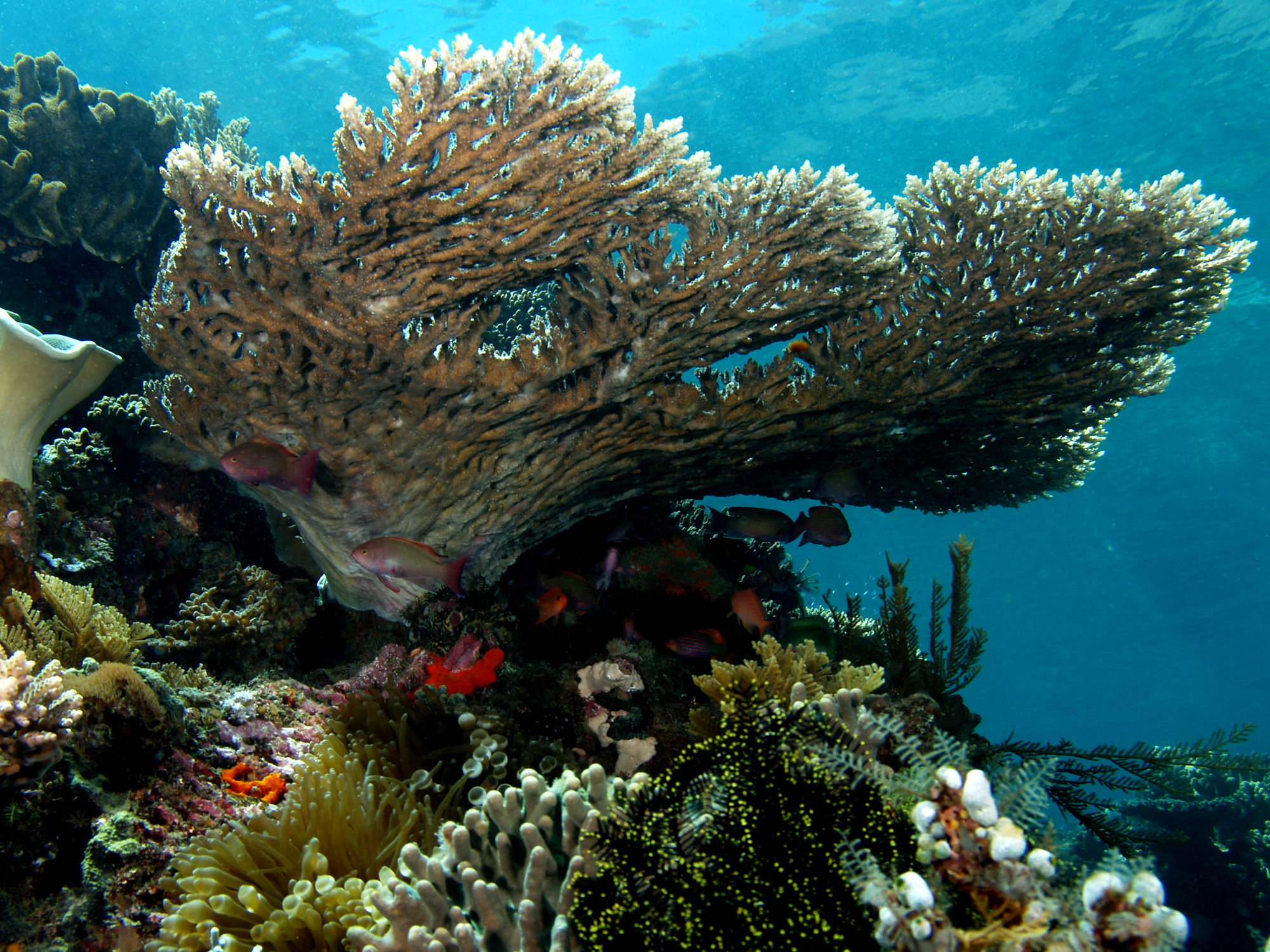
مرجان میزی
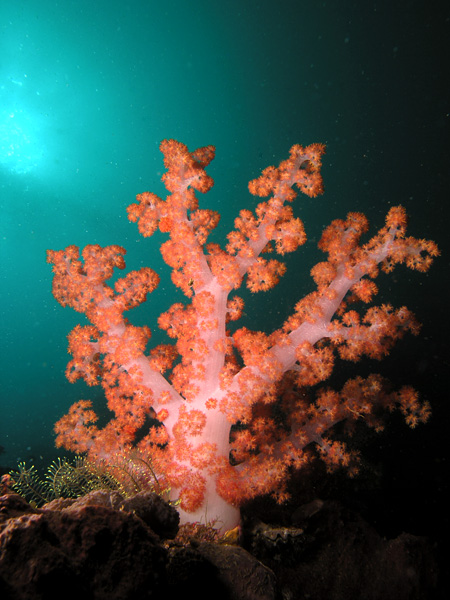
مرجان نرم صورتی
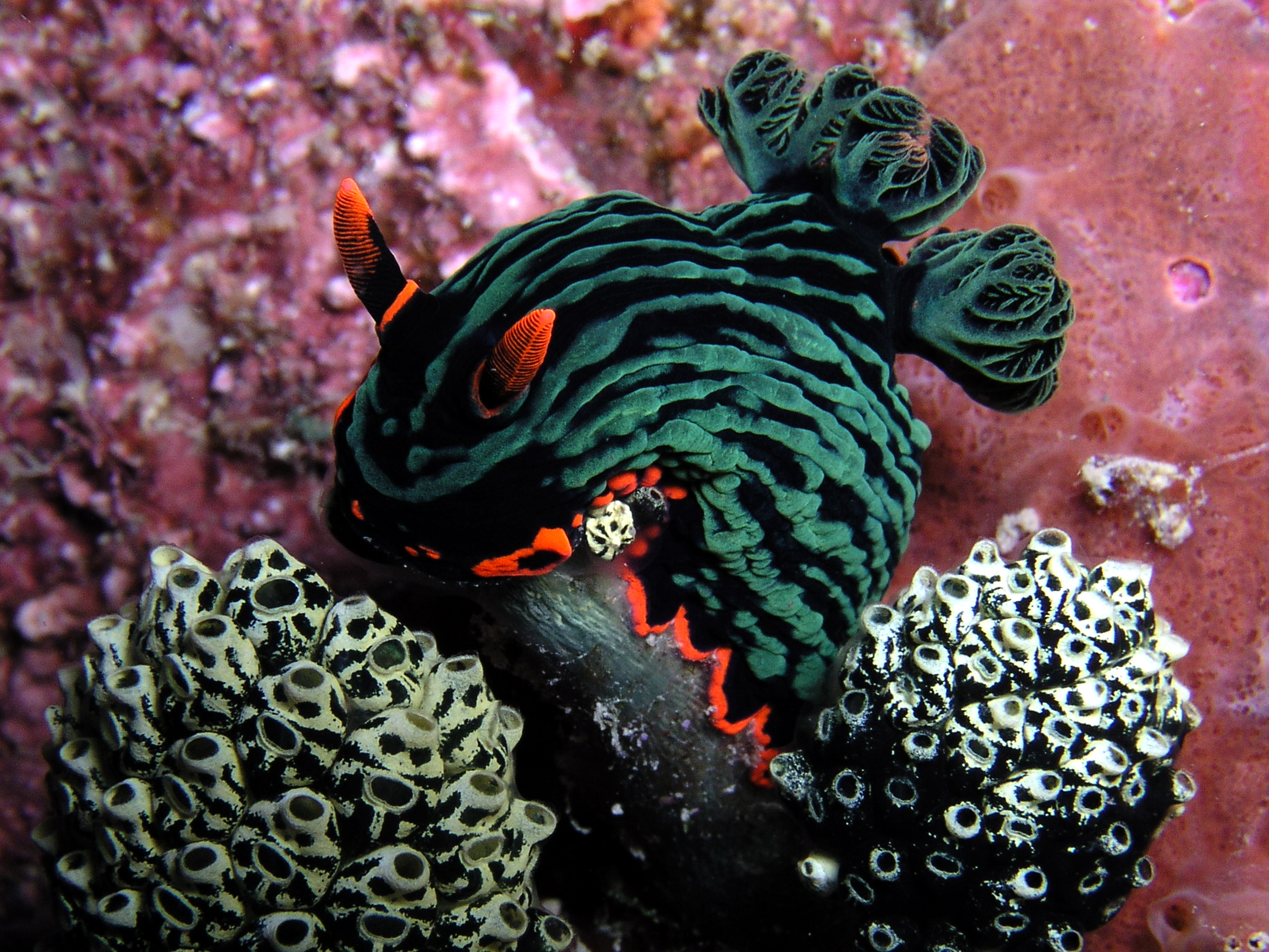
لیسه نئون متغیر
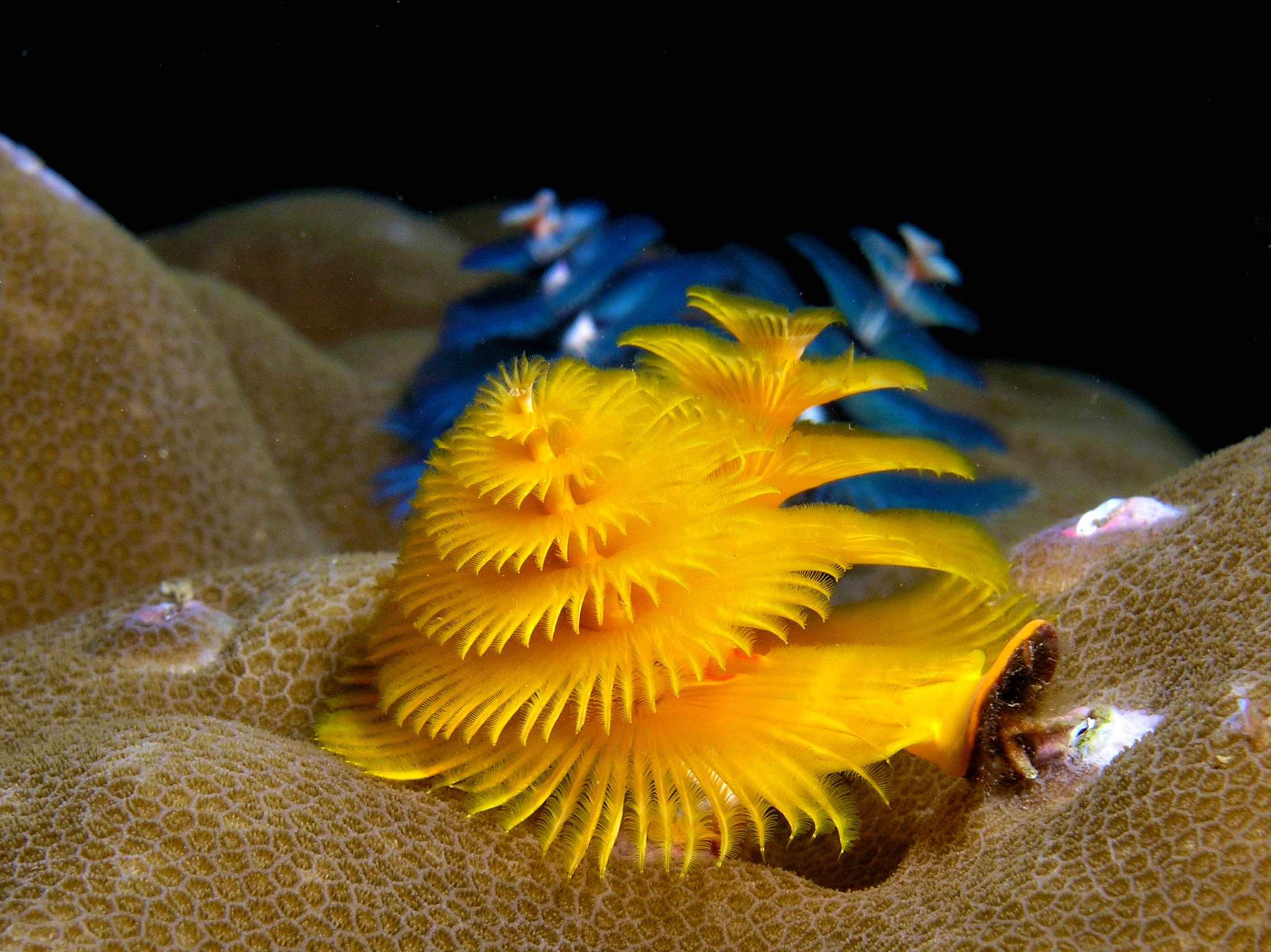
Christmas tree worms (Spirobranchus giganteus)
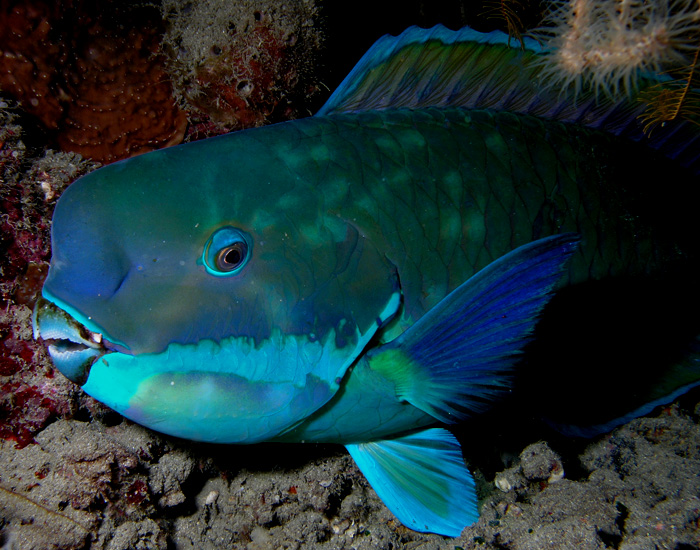
طوطی‌ماهی
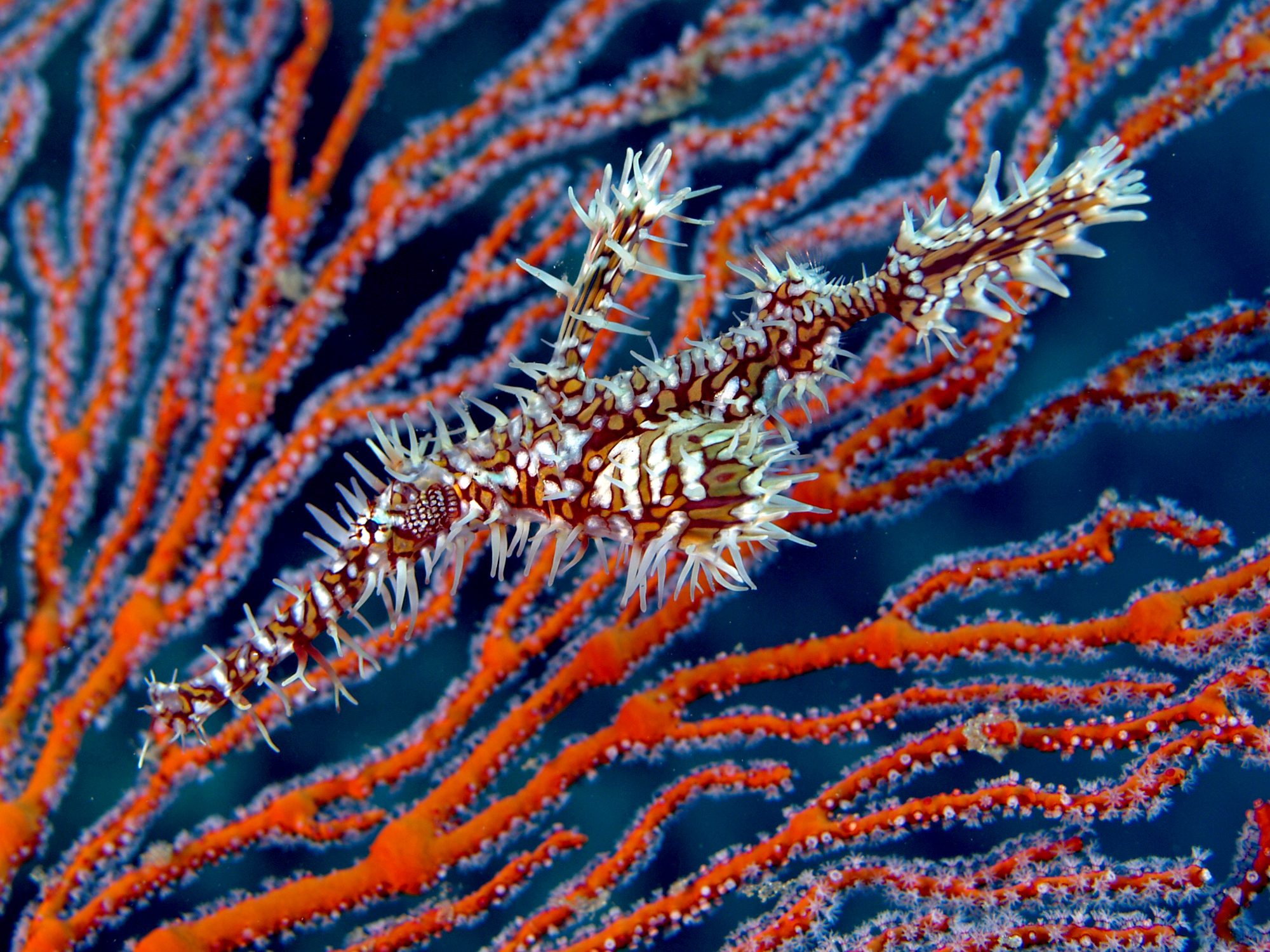
Harlequin ghost pipefish
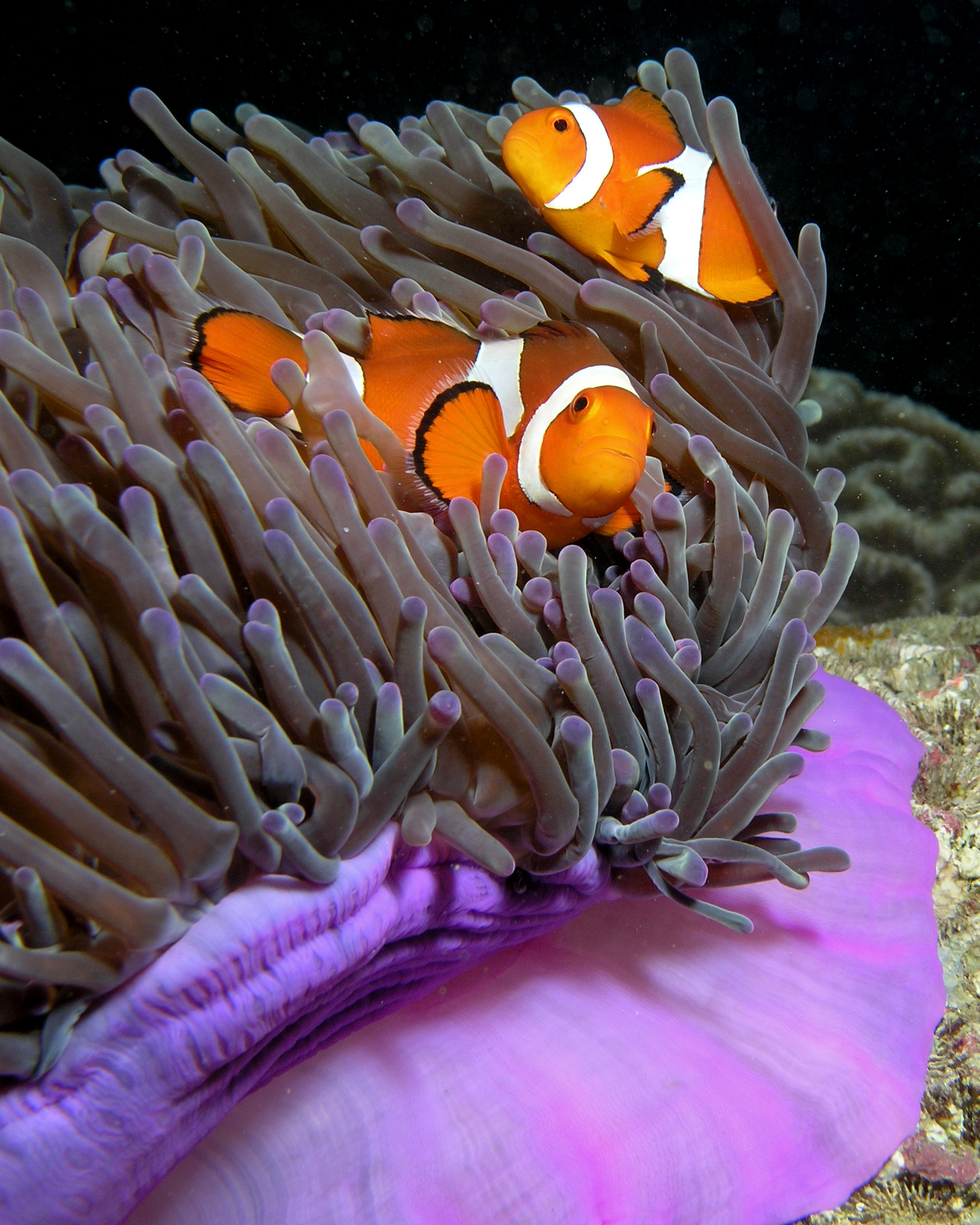
دلقک‌ماهی (Amphiprion ocellaris)
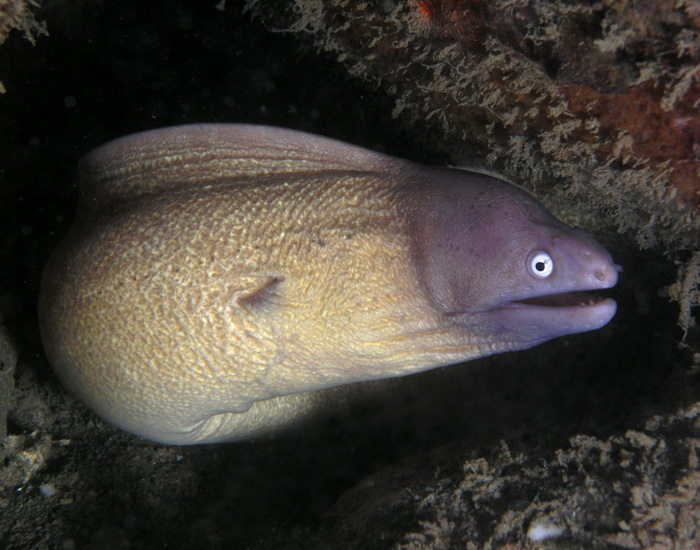
White-eyed moray eel (Gymnothorax thyrsoideus)

## مخاطرات
مثلث مرجانی در منطقه‌ای با رشد بسیار سریع جمعیت، اقتصاد و تجارت بین‌المللی قرار گرفته‌است. تنوع زیستی و بهره‌وری طبیعی مثلث مرجانی به دلیل مدیریت دریایی ضعیف (در درجه اول به دلیل توسعه ساحلی، و ماهیگیری بیش از حد و ماهیگیری مخرب)، فقدان اراده سیاسی، فقر، تقاضای بالای بازار و بی‌توجهی محلی به گونه‌های نادر و در معرض خطر، و تغییرات اقلیمی (گرم شدن، اسیدی شدن و افزایش ارتفاع دریاها) در معرض تهدید قرار دارد.
آب‌سنگ‌های مرجانی سفیدشدن گسترده را تجربه کرده‌اند که تهدیدی برای اکوسیستم‌های مهم است. تقریباً ۱۲۰ میلیون نفر در منطقه مثلث مرجانی زندگی می‌کنند که حدود ۲٫۲۵ میلیون نفر از آنها ماهیگیرانی هستند که برای تأمین زندگی خود به دریاهای سالم وابسته‌اند. این تهدیدات معیشت، اقتصاد و منابع بازار آینده را برای گونه‌هایی از جمله ماهی تن در معرض خطر قرار می‌دهد. مطالعات حاکی از کاهش نگران‌کننده پوشش مرجان در این منطقه است.
از آنجا که منابع دریایی منبع اصلی درآمد برای جمعیت است، اثرات پایین‌دستی از بین رفتن این اکوسیستم‌های ویژه ساحلی بسیار زیاد است.

## حفاظت
مثلث مرجانی موضوع تلاش‌های سطح بالای حفاظت از جانب دولت‌های منطقه، سازمان‌های حفاظت از طبیعت مانند صندوق جهانی طبیعت، The Nature Conservancy و سازمان بین‌المللی حفاظت، و سازمان‌های اهداکننده مانند بانک توسعه آسیایی، مرکز محیط‌زیست جهانی و نمایندگی ایالات متحده آمریکا برای توسعه بین‌المللی است.

## تعریف
معیارهای اصلی مورد استفاده در ترسیم مثلث مرجانی عبارتند از:
- تنوع زیستی زیاد گونه‌ها (بیش از ۵۰۰ گونه مرجان، تنوع زیستی زیاد ماهیان آب‌سنگی، روزن‌داران، مرجان‌های قارچی، و میگوهای آخوندکی)
- اقیانوس‌نگاری (جریان‌ها)

بین مرزهای مثلث مرجانی، که بر اساس بیشترین تنوع زیستی مرجان‌ها استوار است، و مرزهایی که بر اساس محدوده دارای بیشترین تنوع زیستی ماهیان آب‌سنگ مرجانی استوار است، همپوشانی بسیار چشمگیری وجود دارد.